# Corey Brewer
Corey Wayne Brewer (* 5. März 1986 in Portland, Tennessee) ist ein ehemaliger US-amerikanischer Basketballspieler, der derzeit als Assistenzcoach zur Spielerentwicklung für die New Orleans Pelicans in der National Basketball Association (NBA) arbeitet.

## Karriere

### College
Brewer spielte drei Jahre für das Basketballteam der University of Florida. 2006 und 2007 gewann er mit Joakim Noah und Al Horford die NCAA Division I Basketball Championship. Alle drei Spieler meldeten sich anschließend zur NBA-Draft 2007 an.

### NBA
Brewer wurde als siebter Spieler von den Minnesota Timberwolves ausgewählt. In vier Saisons bei den Wolves konnte sich Brewer jedoch nicht durchsetzen, sodass er im Februar 2011 zu den New York Knicks transferiert wurde. Für die Knicks absolvierte Brewer kein Spiel und wurde stattdessen am 1. März 2011 aus seinem Vertrag entlassen, womit er zum Free Agent wurde.
Die Dallas Mavericks verpflichteten Brewer am 3. März 2011 und statteten ihn mit einem Dreijahresvertrag aus. Ende der Spielzeit 2011 gewann er mit den Mavericks die NBA-Meisterschaft.
Vor Beginn der NBA-Saison 2011/12 wurde er von den Mavs zusammen mit Rudy Fernandez zu den Denver Nuggets transferiert. Nach Ablauf seines Vertrages im Sommer 2013 wechselte Brewer zurück zu den Minnesota Timberwolves.
Im Dezember 2014 wurde Brewer im Austausch für Troy Daniels an die Houston Rockets abgegeben. 2018 spielte er für die Oklahoma City Thunder.
2019 unterzeichnete Brewer zwei 10-Tages-Verträge bei den Philadelphia 76ers, anschließend einen Vertrag bis zum Saisonende bei den Sacramento Kings. Einen weiteren unterzeichnete er in der darauffolgenden Saison im Juni 2020.